# Exalloniscus papillosus
Exalloniscus papillosus là một loài chân đều trong họ Oniscidae. Loài này được Budde-Lund miêu tả khoa học năm 1912.